# Fingal Lennelind
Fingal Leon Lennelind, ursprungligen Larsson, född 2 februari 1912 i Avafors i Råneå församling, död 13 oktober 1992 i Fällträsk i Luleå kommun, var ett svenskt banbiträde. I början av 1950-talet dömdes Lennelind för spioneri i en möjlig rättsröta, den så kallade Enbomaffären.

## Enbomaffären
Fingal Larsson arbetade fram till 1952 som banarbetare vid Statens Järnvägar i Bjurå i Norrbotten. Han var enligt statsåklagare Werner Ryhninger (1900–1985) medlem i en grupp runt Fritiof Enbom, den av pressen kallade Enbomsligan, som anklagades för att genom Fritiof Enbom lämnat uppgifter till främmande makt. Rättsprocessen mot medlemmarna i gruppen, varav flera var kommunister, påbörjades efter det att Fritjof Enbom berättat att han var spion för Sovjetunionen och meddelat information om befästningar i Norrbotten, bland annat Kalixlinjen. Han utpekade vid förhören bland annat Fingal Larsson som uppgiftslämnare.
Fritjof Enbom och sex andra personer greps i februari 1952. En friades och övriga sex åtalade dömdes i första instans av Stockholms rådhusrätt 31 juli 1952 för spioneri till mellan åtta månaders och livstids straffarbete. Fingal Larsson och två meddömda överklagade till hovrätten, vilket ledde till frikännande för honom i dom den 17 november 1952, men fastställande av tingsrättens domar för de övriga två.
Efter åklagarsidans överklagande av domen mot Fingal Larsson till högsta instans dömdes denne i en oenig rätt (fyra för, tre emot) av Högsta domstolen den 22 mars 1953 som skyldig till två års fängelse. Med domen följde också avsättning på livstid från tjänsten i Statens Järnvägar. Han fick senare arbete som vaktmästare på Folkets Hus i Luleå.
Fingal Lennelind begärde flera gånger resning. År 1975 begärde han och två andra av de dömda genom Henning Sjöström ånyo resning i målet med hänvisning till bland annat en utredning av vittnespsykologen Arne Trankell i dennes föregående år utgivna bok Chef för Grupp Norr : en dagdrömmares fantasier i skuggan av det kalla kriget. Högsta domstolen avslog ansökan med motiveringen att inget tydde på att fel begåtts i rättegångarna.
Fingal Lennelinds bröstarvingar begärde år 2009 ånyo resning i målet med hänvisning till nya uppgifter i tidigare hemligstämplade, och sedan 2002 frisläppta, handlingar. Resningen avslogs dock av Högsta domstolen 2011, bland annat eftersom det ansågs svårt att få en meningsfull rättegång när alla inblandade var döda.

## Möjlig rättsröteaffär
Rättsprocessen mot Fritiof Enbom och medanklagade skedde under kalla kriget samtidigt med McCarthyprocesserna i USA i en helt annat stämningsläge beträffande spioneri om militära hemligheter än idag.
I efterhand har domarna ifrågasatts av, förutom Arne Trankell, bland annat säkerhetspolistjänstintendenten Tore Forsberg, militärhistorikern Stellan Bojerud och journalisten Tomas Bresky.
Stellan Bojerud har uppgett att Fingal Larsson dömdes för att ha lämnat två uppgifter. Den ena skulle röra förekomsten av kamouflerade vägar inom Kalixlinjen. Men i de hemliga domsbilagorna står på sidan 34 att "Enbom kan inte erinra sig att Larsson uppgav var vägarna voro belägna". Den andra rörde befästningar vid Sockenträsk. Det fanns dock inga befästningar där. Det handlade istället om nedlagda befästningar vid Björkvattnet, vilka Fingal Larsson och hans syskon lekt i under uppväxten.